# Kreuztal
Kreuztal település Németországban, azon belül Észak-Rajna-Vesztfália tartományban. Lakosainak száma 31 251 fő (2023. december 31.). Kreuztal Olpe, Hilchenbach és Netphen községekkel határos.

## Népesség
A település népességének változása:
| Lakosok száma | 30 473 | 31 017 | 31 187 | 31 603 | 30 787 | 31 197 | 31 251 |
|               | 1975   | 2017   | 2019   | 2020   | 2021   | 2022   | 2023   |